# Urban Cowboy (Film)
Urban Cowboy ist ein Filmdrama des Regisseurs James Bridges aus dem Jahr 1980 mit John Travolta in der Hauptrolle.

## Handlung
Der junge Hilfsarbeiter Bud Davis zieht aus der ländlichen Kleinstadt Spur in Texas nach Pasadena, Texas.
Er wohnt vorübergehend bei seinem Onkel Bob und seiner Tante Corene und findet Arbeit bei einer Raffinerie im Osten der Ölmetropole Houston.
Seine Abende verbringt er in dem riesigen Saloon „Gilley’s Club“, wo er sein Talent auf dem mechanischen Bullen beweist.
Er lernt die junge Frau Sissy kennen, heiratet sie, verliert sie und gewinnt sie schließlich wieder zurück.

## Hintergrund

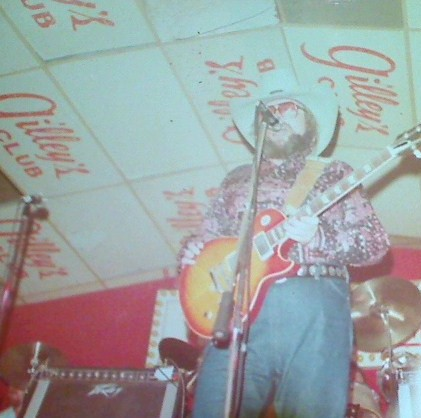
Charlie Daniels 1979 auf der Bühne des „Gilley’s“.

Der reale „Gilley’s Club“ mit Platz für 5500 Besucher in Pasadena diente als Kulisse für den Großteil des Films. Der Club-Betreiber Mickey Gilley spielt sich ebenso wie Charlie Daniels als Leader der Hausband selbst.
Der Journalist und Drehbuchautor Aaron Latham stammt selbst aus Spur in Texas. Er veröffentlichte ein umfangreiches Tagebuch über die Entstehung des Films.

## Rezeption

### Kritiken
Das Lexikon des internationalen Films schrieb, dass der Film  ein „[l]angatmiges Rührstück“ sei und „Handlungsort und Songs ebenso Staffage bleiben wie die unkritisch reproduzierten Western-Mythen“.

### Auszeichnungen
Darstellerin Debra Winger war 1981 in den Kategorien Beste Nachwuchsdarstellerin und Beste Nebendarstellerin für den Golden Globe Award nominiert. Zudem erhielt sie eine Nominierung für den BAFTA Film Award. 